# Lac qui Parle County
Lac qui Parle County är ett administrativt område i delstaten Minnesota i USA, med 7 259 invånare. Den administrativa huvudorten (county seat) är Madison.

## Politik
Lac qui Parle County tenderar att rösta på demokraterna. I presidentvalet 2016 vann dock republikanernas kandidat med 59,4 procent av rösterna mot 33,8 för demokraternas kandidat, vilket är den största segern i countyt för en republikansk kandidat sedan valet 1928. Countyt har röstat för demokraterna i samtliga presidentval sedan 1960 utom valen 1980, 1984 och 2016.

## Geografi
Enligt United States Census Bureau har countyt en total area på 2 015 km². 1 981 km² av den arean är land och 34 km² är vatten.     

### Angränsande countyn
- Big Stone County - nord
- Swift County - nordost
- Chippewa County - öst
- Yellow Medicine County - söder
- Deuel County, South Dakota - sydväst
- Grant County, South Dakota - nordväst